# 時間超人
時間超人（じかんちょうじん）は、ゆでたまごの漫画『キン肉マンII世』および『キン肉マン』に登場する架空の勢力。

## 概要
『キン肉マンII世 究極の超人タッグ編』で初登場。常人をはるかに超えた能力を持つ超人のうちの一種で、正義超人・残虐超人・悪魔超人・完璧超人に次ぐ第五の勢力。残虐超人の変種とされる。頭部に魔時角（まじかく）と呼ばれる時計の長針に似た角が生えており、それを折ることで生涯に一度のみタイムスリップできる能力を持つ。全員に身体や服装に独特の紋様が入るデザイン上の共通点があり、魔時角は個人によって生える位置が異なる。作中では「フランスの軍神」と呼ばれる歴史上の人物も、時間超人の遠い祖先だと語られており、常に被っている三角帽子も頭の魔時角を隠すためだったという。
究極の超人タッグ編ではタイムスリップが重要な要素となるため、それに絡ませるために設定されたキャラクターだと作者ゆでたまごは語っている。
『キン肉マン』では、刻の神が生み出した特殊な力を持った超人を、他の神々が生み出した超人たちとは差別化して独自の呼称で呼ばれたのが時間超人であることが判明する。オメガ・ケンタウリの六鎗客編の後の新シリーズで、バベルの塔でのリアル・ディールズと超神たちの試合が全て終了した後に、ザ・マンと調和の神こと超神ザ・ワンの口から、調和の神たち十二体の超神に先駆けて地上に下天した刻の神が、かつて慈悲の神が希望を持って発明し後に調和の神によって封印された禁術「神による超人製造術」を復活させて、地上でドミネーターとエル・カイトやザ・ガストマンを始めとする時間超人を次々と生み出し続け宇宙のバランスを崩壊させる事で、地上を含めた宇宙を崩壊させようとしていることが語られた。
更に、エグゾセミサイルズがエル・ドミノスに勝利した後、様子を窺っていた五大刻のファナティック、エクサベーター、パピヨンマン、ペシミマン、エンデマンが正体を現して、五大刻が神々と同じ1億パワーを保有していることが判明する。

## 正義・時間超人
- カオス・アヴェニール
- ミニッツ・アヴェニール（カオスの父、アヴェニール王国の王）

カオスの父。ライトニング&サンダーに闘いを挑むが、死時計の刻印で敗北。何とかカオスを逃がすものの、ライトニングに殺害される。
- ホーラ・アヴェニール（時間超人、アヴェニール王国の始祖）

カオスらの先祖。残虐超人だが心根が良かったため、魔時角を悪用しなかった。

### 経歴
残虐超人であるものの正義の心を持つ、ホーラ・アヴェニールを始祖とする。その後も次々と魔時角を持つ一族が生まれ続けたため、時間移動能力の悪用を恐れたホーラは彼らに「正義・時間超人」と名乗るよう命じ、同時に魔時角の使用を厳禁した。さらにはるか辺境の惑星に移住しアヴェニール王国を建設、ひっそりと暮らしはじめる。そしてアヴェニール王国は次第に栄え、250年に渉って平和に暮らしていたが、魔時角の悪用を企む「悪行・時間超人」ライトニングとサンダーによりアヴェニール一族は滅亡、生き残ったのは逃げ延びたカオスひとりとなった。
アヴェニール王国を壊滅させた後、ライトニングとサンダーはキン肉マンら伝説正義超人を滅亡させるため、魔時角を折って1983年5月1日の宇宙超人タッグ・トーナメント決勝戦終了直後へタイムスリップする。カオスは2人の狙いを阻止するため自分も魔時角を折って後を追うが、当時未熟な子供であったため制御ができず、目的の時代より7年前にたどり着いてしまい、記憶も無くす。その後、成長し記憶を取り戻したカオスは、ライトニングとサンダーと遭遇した。

## 悪行・時間超人
ライトニングとサンダーの2人。全宇宙を支配し21世紀の世界を悪行超人の楽園にしようと企み、伝説超人殲滅と完全無比の球根（コンプリート・バルブ）を狙って1983年の宇宙超人タッグ・トーナメント終了直後にタイムスリップ。ケビンマスクの肉体消滅と、究極の超人タッグ戦開催の元凶となる。
タッグチーム名は「世界五大厄」（ファイブ・ディザスターズ）。互いを「兄弟」と呼び合うなどチームワークも高く、数々のツープラトン技を披露。長年チームを組んでいると語っており、悪行超人界では数々のタイトルホルダーと噂されている。2人とも自分の利害のためにチームを組んだだけで、友情や絆などは存在しないと豪語していたが、心の奥底ではパートナーして信頼し合っていた。
全力を出す際はエヴォリューションマウスピースと呼ばれるマウスピースを装着。それを噛み締めることによりパワーの増大と共に、体内に蓄積させたエキゾチック物質を使用し、肉体の周りの時間軸をコンマ1秒程ずらし未来へと移動する加速能力（アクセレレイション）を発動する。その能力により身体を液状化させ、目に見えぬ速さで攻撃を繰り出したり、相手の技から脱出することが可能。これは時間超人に備わる特殊能力であるため、カオスも使用できる。
また奥の手として、エヴォリューションマウスピースを逆さに咥えるエヴォリューションマウスピースリバースにより、自分の肉体を前の時間に逆戻りさせ万全の状態へと戻す、肉体時計逆回転（ボディクロックバックスピン）がある。これは肉体への負担がきわめて強く、サンダー曰く「加速減速はたやすいが、時間を逆流させるのは神業にも等しい難作業」だという。決勝戦終了後には肉体時計逆回転の使いすぎで瀕死の状態となり、ライトニングは「神の定めた摂理に逆らった者への罰」と自嘲した。

### 経歴
ライトニング&サンダーともにアヴェニール王国に生まれる。本来は悪行超人の属性であるにもかかわらず正義超人として生き、魔時角の悪用を禁じる一族に反発。1500人にもおよぶ国民を3時間で惨殺し、さらには国王であるミニッツ・アヴェニールも殺害、自らの故郷を壊滅させた。
その後、姿を変え地球の新世代超人たちに現れ、伝説超人抹殺を宣告。魔時角を折り34年前の宇宙超人タッグ・トーナメント直後にタイムスリップする。そこでロビンマスクを殺害するものの、ケビンマスク消滅の危機に時間超人を追い過去にやって来た新世代超人によりさらに歴史が変えられ、ロビンに代わりその妻アリサに重傷を負わせる。時間超人・新世代超人が20世紀にやって来たことにより、超人タッグ界は再び混沌状態に入り、究極の超人タッグ戦開催のきっかけとなった。
究極の超人タッグ戦前夜には出場希望チームを「枯れ木の間引き」と称し襲撃。トレーニング代わりに20組以上のチームを血祭りに上げる。翌日のタッグ戦開催時には、新世代超人の時空船から盗み取ったケビンマスク入りクリアベッドを抱え入場。出場チーム選定間引きマッチではケビンを利用し新世代超人の結束を分断、ロビンマスクの動揺を誘いピンチに陥らせる。さらにはイリュージョンズ（マスターシャッフル、字・アルファベット）を間引き、火の玉・飛爺隊（イリューヒン、バリアフリーマン）を圧倒し、その強さを見せ付けた。
決勝トーナメントではシード権を獲得したにもかかわらずリザーブマッチにあえて立候補し、戦いを挑んできたザ・テガタナーズ（ブロッケンJr.、ジェロニモ）と対決する。試合ではジェロニモのアパッチの断末魔により“伝説”破壊鐘を粉砕されるものの、エヴォリューションマウスピースで加速能力を使用し有利に進める。さらには死時計の刻印でブロッケンJr.の心臓以上の急所、右腕を切断し勝利する。
決勝トーナメント二回戦、ジ・アドレナリンズ（テリー・ザ・キッド、ロビンマスク）戦ではロビンが苦手意識をもつ「シノバズ・ポンド・デスマッチ」を提案、さらにケビンのクリアベッドをリングの真上に吊るしたことにより、相手は思い切った技が出せず有利な展開となる。その後はケビンのマスクを付けたロビンの猛攻により一時期押されるものの、本来の姿を見せたライトニングと、サンダーの猛攻により逆転。全ての超人たちに「時間は絶対的な存在であり、その時間を操れる自分たちこそ宇宙最強の超人である」と高々に宣言。試合が終わって見れば僅か10分強での圧勝であった。
準決勝前には魔界の領袖・大魔王サタンを利用し、キン肉マンに「黒後家蜘蛛（ブラック ウィドーズ）」を取り付かせ呪いをかける。準決勝では綱引きの儀により新星・ヘル・イクスパンションズ（ネプチューンマン、マンモスマン）との対戦が決定。「地上最凶最悪超人タッグ決定戦」と銘うたれたこの試合には、ネプチューンマンが宇宙超人タッグで敗れたソードデスマッチを提案し、採用される。序盤はネプチューンマンの左腕を攻め立て、さらにはオプティカル・ファイバー・クロスボンバーの弱点を察知し破るものの、覚醒したマンモスマンにより加速能力を一時的に封じられた上、猛攻を受け圧倒される。しかしチームワークを活かした連携で徐々に形勢逆転し、さらにはシックス・ディザスターにより富士山を噴火させた攻撃でマンモスマンからダウンを奪う。だが富士山を噴火した状態に戻したため、キン肉マンが封印したマグネットパワーが復活、ネプチューンマンの反撃を受け再び逆転される。だが、直後に新星・ヘル・イクスパンションズが仲違いを起こし、マンモスマンが戦線離脱。2対1となった状況下でネプチューンマンをなぶるように攻撃を加えた末勝利し、最凶最悪超人の称号を手にした。
三本勝負となる決勝戦では、対戦相手の万太郎が準決勝終了後にパートナーのカオスが息を引き取ったことを明かし、ひとりマッスルブラザーズ・ヌーボーとして戦うことを宣言。これが委員会に認められ、2対1のハンデキャップマッチになるかと思われたが、試合開始直前にキン肉マングレートのマスクを被った謎の男キン肉マングレートIIIが乱入する。グレートIIIがカオスではないと見抜いたライトニングは、時間超人に伝わる二択問題を仕掛けることで、正体がケビンマスクだと暴いた。これにより決勝戦はザ・坊ちゃんズ（キン肉万太郎、ケビンマスク）との闘いとなる。仲間割れで衝突するザ・坊ちゃんズに対し、有利な展開で試合を進め、グロッキー状態となった万太郎に死時計の刻印を仕掛ける。ギリギリでのケビンのカットにより、万太郎の心臓を貫くことはできなかったが、左胸に重傷を負わせ、テンカウントゴングにより一本目を先取した。
二本目開始早々、ザ・坊ちゃんズの“ひっつき虫作戦”により加速能力が封じられるものの、万太郎の左胸のダメージにより形勢は有利に進む。何度も立ち上がってくる万太郎とケビンに正義崩壊の終曲を繰り出すが、直前に2人の作戦で起こした風によりエキゾチック物質が吹き飛ばされ技の威力が半減、形勢逆転される。加速能力が完全に攻略されたのを受けた世界五大厄は、奥の手である肉体時計逆回転を使用し肉体を万全の状態へと戻す。圧倒的有利の状況でザ・坊ちゃんズに猛攻を加えるものの、なおも気力と根性で立ち上がってくる万太郎とケビンをみた世界五大厄の2人は、次第に精神的に疲弊し信念が揺らぎ始めてゆく。最後とばかりに新・死時計の刻印を繰り出すが、サンダーがエキゾチック物質を作り出せず失敗、さらには逆転のNIKU⇒LAPを受けたサンダーがKOされ、二本目を落とした。
三本目は互いのパートナーが動けないため、ライトニング対ケビンマスクの一対一で始まった。猛攻を加えダウンさせたケビンにとどめの一撃を放つものの、起き上がってきた万太郎に阻まれる。今度は死時計の刻印を1人で万太郎に仕掛けるが、技を返され逆に新技マッスル・スパーク“地”を繰り出された。そのとき失神状態だったサンダーが復活、技を阻止しようと飛び上がるが、逆にケビンにビッグベン・エッジを仕掛けられる。2人とも必死で技から逃れようとするが、最後は最強のツープラトン技・マッスルキングダムを受け両者ともに完全KO。究極の超人タッグ決勝戦で敗北した。

### ライトニング
時間超人1号で、世界五大厄のリーダー格。サンダーより小柄だが残忍で狡猾な性格であり、ケビンマスクを人質のように利用し、対戦相手が苦手意識を持つデスマッチをあえて提案するなど、相手の精神を最大限に苦しめることを好む。また、機転を利かせて伝説超人と新世代超人を仲違いさせたりと頭脳的な面も持つ。試合ではスピードを生かした攻撃を得意とし、21世紀のテクニックで相手を翻弄する。笑い声は「ジョワジョワ」。
当初は首から頭部にかけての起伏が無いタイプのオーバーボディを着用していたが、ジ・アドレナリンズ戦でキラーエリートと呼ばれる真の姿を現した。この姿は当初、ビキニタイツを着用していたが、後に露出度が抑えたものに変更。準決勝組み合わせ抽選会からは、身体に紋様が入ると同時にロングタイツになるなど、一部デザインが変わり、さらに決勝戦直前には凶悪な顔に変貌する。
自らを天涯孤独の身と語るなど、詳しいプロフィールは不明。究極の超人タッグ決勝戦でザ・坊ちゃんズに敗れた後、トロフィー球根を与えられるが、正義超人の施しを受けないという自らの美学に従い吐き出すと「サンダーの母が作ったシチューが食べてみたかった」と言い残し、富士山の火口に身を投げ自害した。

#### 得意技
ライトニング・カッター、アメージング・カッター、煮えたぎる鎌（ボイリング・シックル）
下腕部から飛び出す鎌状の刃物。頚動脈を切断し、一撃で相手に致命傷を与えることができる。
「煮えたぎる鎌」は、キラーエリートバージョンでの使用時。
フォーポイント・インパクト
両手両足を同時に突き出し、一度に4発の打撃を繰り出す技。
「煮えたぎる鎌」を展開して繰り出す「フォーポイント・シックル・インパクト」もある。
ライトニング・ピード、ライトニングビート、ライトビート
ロープの反動を利用しながら錐揉み回転して放つ、トペ・スイシーダ。
ノースサウスヘッドバット
相手の真上から垂直に落ちるフライング・ヘッドバット。
腕絡みスープレックス
相手の両腕をハンマーロックに極めた状態で後方に投げるスープレックス。
ホット・ロック・ジャイロ
シックス・ディザスターの作用で噴火した富士山の溶岩の塊を、両手両足で挟みこんで叩きつける技。
死時計の刻印
本来はサンダーとのタッグ技だが、サンダーを見限ったライトニングが一人で実行しようとした。相手の頭と両足をリングにめり込ませブリッジ状態に固定し、トップロープから逆立ちしたライトニングが「両足の針（フット・ニードル）」に変化させた両足で心臓を貫く。
だが台座となるサンダーを欠いたままでは成功させることができず、思わず「お前（サンダー）が支えてくれなければ…」という言葉を漏らし、自らが否定したはずの絆の力の存在を自覚することになった。

#### プロフィール
- 種別 - 時間超人
- 出身 - アヴェニール星[5]
- 身長体重 - 221cm 186kg[5]
- 超人強度 - 2400万パワー[5]

##### 異名
- 真理の神をも超えた”究極神”[6]
- 異質なる”悪”[6]
- 死を刻む第六の厄災[6]
- 最悪”突然変異種”[6]
- 悪魔より預かりし負のパワー[6]
- 極悪非道な策略家[6]
- 秒殺のキラーエリート[6]

### サンダー
時間超人2号。ライトニング同様残忍で狡猾な性格だが、短気で気が荒い。大柄かつ屈強な肉体を持ち、相手の攻撃を物ともせずに進撃するパワーファイター。怪力が自慢であるが、正体を現してからはさらに獅子の爪を使った相手を突き刺す、切り裂く攻撃も多用する。「ヌワヌワ」と笑う。
当初は後頭部から長髪を露出させ、全身にファスナーが付いたオーバーボディを着用。タッグ戦前日に出場希望チームを襲撃した際に金属製の獅子型マスクを被り、左肩に円状の肩当てを着けた上半身を一部見せる。その後ザ・テガタナーズ戦にて、古代ギリシアのエクソミス風コスチュームの全身を現す。素顔は獅子と酷似しており、時間超人以外に哺乳類超人の中の食肉類ネコ科の超人にも分類される。
ライトニング同様天涯孤独の身と語っていたが、本当の出自は悪行・時間超人の父に誘拐された正義超人の母ソフィーから生まれた子で、正義超人の村ポピュ星で生まれ育つ。その母もサンダーが成長するにしたがって生えてきた魔時角をみて失踪したため、親子や絆などを強く憎み、悪行超人の道へと走った経緯がある。その後、ライトニングと出会い現在に至る。なお、正義超人の血が半分流れているため、エキゾチック物質はライトニングほど大量には生成できない。
究極の超人タッグ決勝戦でザ・坊ちゃんズに敗れ瀕死の状態になったが、トロフィー球根を与えられ復活。しかしライトニングだけは己の美学に従って自害したため、自分だけ助かってしまったことを嘆き自殺願望に取りつかれてしまう。万太郎たちの説得の末考え直したが、その後、新世代超人が乗り込んだ時空船を動かすためにエキゾチック物質を全て使い果たし、「今のライトニングなら俺の気持ちがわかってくれるはず」と独白し息絶えた。

#### 得意技
カラミティー十字架（カラミティークロス）
2人の相手を十字に重なるように捕らえ、同時に後方に投げるスープレックス。
雷の槍（サンダースピア）
槍のように放つ鋭いドロップキック。
獅子の爪（リオン・フィンガー）
左肩の肩当てに装着された爪状の武器。
獅子のひと撫ぜ
獅子の爪を展開し、相手を突き刺したり切り裂く攻撃。
獅子の権威（リオン・オーソリティー）
相手の身体に両足を絡ませ逃げられないようにして、獅子の爪を食い込ませる拷問技。
リオン・クリニエール
獅子型マスクの鬣部分を丸ノコギリのように回転させ相手を切り刻む技。
サンダービート
ロープを身体に巻きつけ、その反動を利用して放つ回転体当たり。ライトニングの「ライトニングビート」と同様の技。

#### プロフィール
- 種別 - 時間超人
- 出身 - ポピュ星
- 身長体重 - 268cm 218kg[5]
- 超人強度 - 3000万パワー[5]

##### 異名
- 時を越え襲いかかる魔手[6]
- 無慈悲の権化[6]
- 真理の神をも超えた”究極神”[6]
- 異質なる”悪”[6]
- 最悪”突然変異種”[6]
- 地上最凶最悪超人[6]
- 舞い踊る金獅子[6]
- 闇を食らう異端獅[6]
- 時間を操る大獅子[6]

### タッグ技
死時計の刻印（デスウォッチ・ブランディング）
世界五大厄最大の必殺技。相手を逆さまに抱え上げたサンダーがブリッジの体勢を取り、その太ももに手を乗せてライトニングが倒立、両足を「両足の針（フット・ニードル）」と呼ばれる鋭い針へ変化させて振り下ろし、相手の心臓を刺し貫く技。
一度に2人同時に技を仕掛ける「新・死時計の刻印」（ネオ・デスウォッチ・ブランディング）もある。
“伝説”破壊鐘（でんせつはかいしょう）
吊り鐘状に変化させたサンダーの左拳を打ち鳴らし破壊共鳴波を発生させ、それにより予めインプットしていた伝説超人の過去のトラウマを呼び起こすことにより、行動不能に陥らせる技。吊り鐘は相手に叩きつけるなど、そのまま凶器として使用もできる。
ザ・テガタナーズ戦において、ジェロニモのアパッチの断末魔と、イリューヒンのボイス・レコーダーの共鳴により破壊された。
世界崩壊の終曲（せかいほうかいのフィナーレ）
「死時計の刻印」と並ぶ、世界五大厄の必殺技。加速能力を使って合体したライトニングとサンダーが、お互いの相手をリバース・フルネルソンに捕らえて振り回し、遠心力をつけて空中に放り投げる。さらにライトニングも空中に飛び、2人の相手の両手と片足を背後からとり、エビ反り状態にさせて落下、リングで仰向けになり両足を上げて待ち構えているサンダー目掛けて叩きつける技。
かける相手によって技名が変わり、正義超人には「正義崩壊の終曲」、ネプチューンマンに対し繰り出した際には「完璧崩壊の終曲」（パーフェクトほうかいのフィナーレ）となる。また初期の雑誌掲載時には「正義崩壊の序曲」だった。
雷三角絞め（いかづちさんかくじめ）
2人で1人の相手を同時に極める、ツープラトンの三角絞め。
ハイボルテージ・クラッシュ
片方の相手をパワーボムで投げ、その上からもう片方の相手をエクスプロイダーで落とし両者を激突させる技。
魔境・時間旅行（まきょうじかんりょこう）
加速能力を使って合体したライトニングとサンダーが、背後から捕らえた互いの相手の側面を、ジャーマンスープレックスの要領で身体を反らせてぶつける技。
ディザスタープレス
空中で相手をウラカン・ラナに捕らえて落下、もう1人の相手を地上でボー・アンド・アローの体勢に固め、両者を激突させる技。
アトモスフィア・クラッシュ
ライトニングが相手を足4の字固めに捕らえ宙に浮き、さらに両腕も掴む。サンダーも空中に飛び、相手の首を腕でクラッチしてネックブリーカー・ドロップの要領でマットに落とす。
シックス・ディザスター
2人の体内に蓄えられているエキゾチック物質を放出、さらに自らのパワーに加えることにより、周辺一帯の時間軸を変化させる。
エキゾチック物質を大量に消費する大技のため、後の加速能力の使用に支障をきたしていた。
ディザスターズドライバー
2人で1人の相手を背後から逆さまに抱え上げジャンプ、尻餅をついてマットに落とす投げ技。
巨獣火葬落とし
相手の首を股で挟み込んだライトニングをサンダーがリバース・フルネルソンに捕らえ、2人がかりで相手を投げる技。
アップル・タブーツリー
ライトニングが相手に飛びかかりアームロックを仕掛けてジャンプ。さらにサンダーが相手をアルゼンチンバックブリーカーに捕らえる技。
ディザスターズ・コースター
コーナー最上段のロープにライトニングが倒立し、さらにサンダーもライトニングの足を掴んで倒立。コーナーポストにもたれかかった相手に対し、ライトニングがサンダーに押し出される形で勢いをつけた両足蹴りを放つ。
災禍・ギロチンワイヤー（さいか・ギロチンワイヤー）
ワイヤーロープの端同士を万太郎とケビンの頭頂部にくくり付け、宙に蹴り上げる。そこに攻撃を加えて、その反動で相手のマスクを剥がす拷問技。
クロック・キャノン
互いに相手を捕らえ、向かい同士のトップロープからジャンプ。反り返りながら相手の脳天同士をぶつける技。
ディザスターメリーゴーランド
ライトニングとサンダーがお互いの両手両足を取り、輪の状態になって回転体当たりを仕掛ける技。
ザ・坊ちゃんズの超人メリーゴーランドに対抗するために繰り出した。
トゥエルブ・オクロック・クラッシュ
空中で互いの相手を両足をつかみ、側面同士をぶつける技。
ツーフォーティーファイブクラッシュ
互いの相手の両腕を自分の両脇に抱え、回転しながらジャンプ、相手の両足同士をぶつけると同時に4の字に固め、そのままショルダーバスターの体勢に変え落下し、リングの鉄柱に相手の絡んだ両足を叩きつける技。足だけではなく首や背骨にもダメージを与えることができる。

### 主要対戦成績
- バトルロイヤル
  - ○イリュージョンズ（マスターシャッフル / 字・アルファベット、死時計の刻印）
- タッグマッチ
  - ○ザ・テガタナーズ（ブロッケンJr. / ジェロニモ、死時計の刻印）
  - ○ジ・アドレナリンズ（テリー・ザ・キッド / ロビンマスク、10カウントノックアウト）
  - ○新星・ヘル・イクスパンションズ（ネプチューンマン / マンモスマン、死時計の刻印）※マンモスマンは試合放棄。
  - マッスルブラザーズ・ヌーボー→ザ・坊ちゃんズ（キン肉万太郎 / キン肉マングレートIII→ケビンマスク）
    - ○1本目（死時計の刻印）
    - ×2本目（NIKU⇒LAP）
    - ×3本目（マッスルキングダム）

## 『キン肉マン』登場の時間超人

### ドミネーター
「怒涛の刻（どとうのこく）」の異名を持つ時間超人。口癖は「ガゴガゴ」。レバノンのバールベックのリングでエル・カイトとタッグ「エル・ドミノス」を結成して、キン肉マンゼブラとマリキータマンのタッグ「エグゾセミサイルズ」と対戦するが、エグゾセミサイルズのタッグ技「シンクロニシティ・インフェルノ」をくらって敗北する。

### エル・カイト
「疾風の刻（しっぷうのこく）」の異名を持つ時間超人。口癖は「ヒャフヒャフ」。

### ザ・ガストマン
アメリカ南西部のモハーヴェ砂漠に実在する金属でできたメガホン型の物体（作中では超人製造機「降誕のメガフォン」と称している）から、五大刻の一人であるエクサベーターの手により生成・召喚された時間超人。口癖は「ビュンビュン」。エクサベータとタッグ「インダストリアルレボリューションズ」を結成して、同じく結成されたキン肉スグルと謎のキン肉マングレートIIIのタッグ「マッスル・ブラザーズIII」と対戦する。